# Rinovirus
Rinovirusurile (gr. rhin = nas) fac parte din familia Picornaviridae. Infecțiile cauzate de acest virus sunt în general limitate la tractul respirator superior.